# マウリシオ・マクリ
マウリシオ・マクリ（Mauricio Macri、1959年2月8日 - ）は、アルゼンチンの政治家。第57代大統領で、中道右派。

## 来歴
1959年ブエノスアイレス州タンディル生まれ。父親は、イタリア移民の実業家のフランチェスコ・フランコ・マクリ。アルゼンチンカトリック大学で、土木工学を学ぶ。父親の経営する『ソクマ』(Socma)グループの企業でアナリストとして働いた。
32歳の時に誘拐被害にあうが、身代金支払いの後に解放された。
1995年12月3日から2007年12月4日にかけてアルゼンチンのサッカーチームのボカ・ジュニアーズの会長を務めた。2008年2月27日にまたボカ・ジュニアーズの会長に復帰するも、同年6月2日に会長職を辞した。
2005年に、国会議員に当選。2007年に、国会議員の職を辞任した。
2007年、ブエノスアイレス市長に当選し、同年12月10日に就任する。2011年、ブエノスアイレス市長に再選された。
2015年、アルゼンチン大統領選挙に『共和国の提案』(Propuesta Republicana)の代表を務めるマクリは、経済の自由化や投資家重視の政策を訴え出馬した。急進市民同盟(Unión Cívica Radical)と市民連合(Coalición Cívica, CC)と共に統一戦線『変革』(Cambiemos)を結成する。10月25日の第一回目の投票では正義党のダニエル・シオリ候補に負けるものの、決選投票に勝って、11月23日に当選を果たした。
2015年12月10日よりアルゼンチン大統領に就任した。中道右派政権とされる。
2016年11月4日、アルゼンチン大豆輸出税率引き下げが延期された。リカルド・ブルジャレイ農産業大臣は10月3日、想定を上回る深刻な景気低迷で税収不足に陥ってる事を背景に、2017～19年における大豆の輸出税率を引き下げスケジュールを見直す方針を発表した。
2017年5月18日 - 20日、公式実務訪問賓客として日本国を訪問。訪日の際に日本国政府より大勲位菊花大綬章を授けられた。
2019年の大統領選挙では再選を果たすべく立候補したが、2018年8月、本選挙に先立つ予備選挙で左派の野党候補であるフェルナンデス元首相に敗北。アナリストは一斉にマクリ敗北を織り込み始め、市場ではアルゼンチン・ペソがさらに急落したほか、フィッチ・レーティングスは、アルゼンチンの長期発行体格付けを「ccc」（最低レベル）にまで落とし、一時は事実上のデフォルト状態にあるとまで認定した。

## 大統領

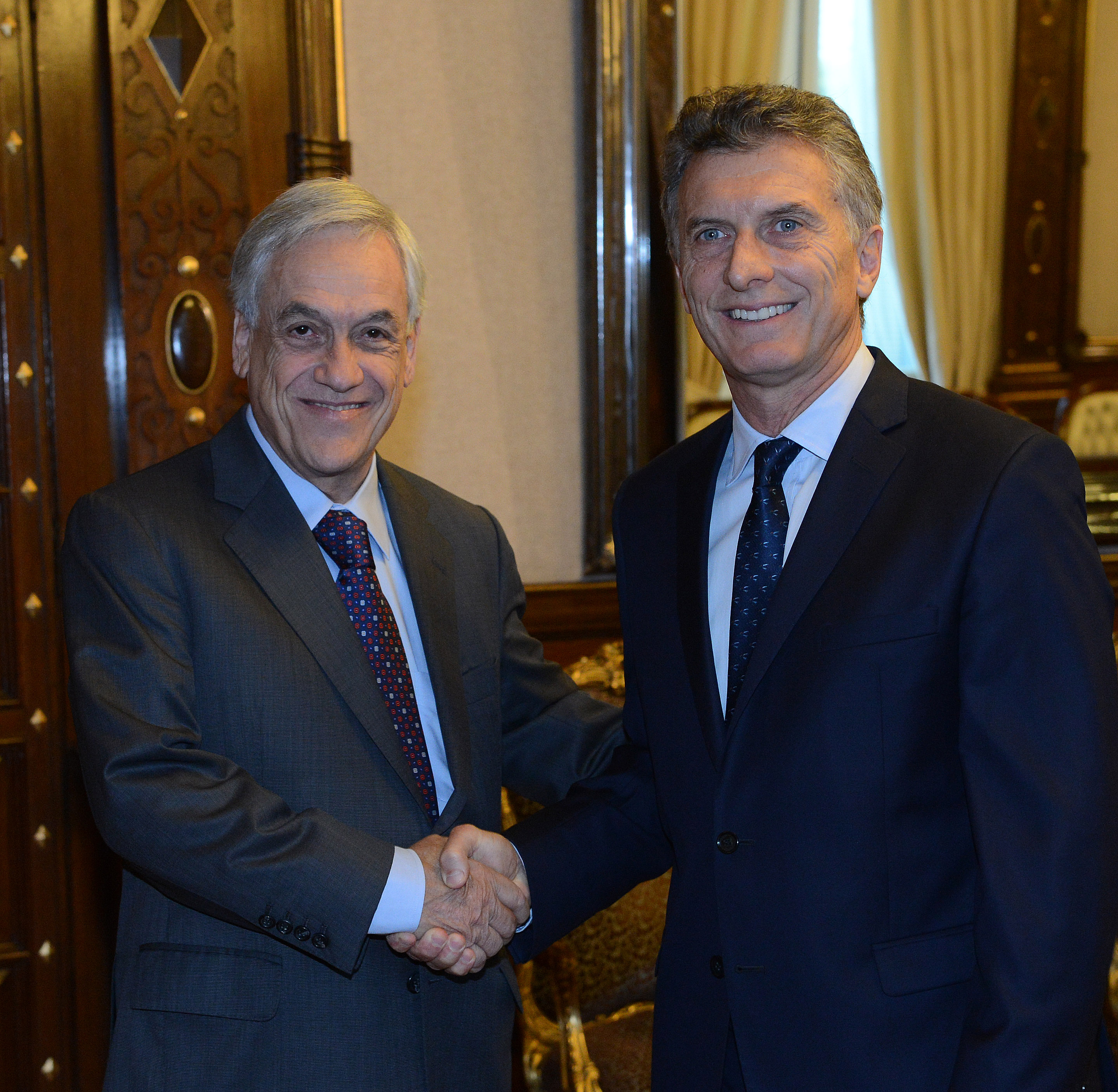
チリのセバスティアン・ピニェラ大統領と（2016年1月）

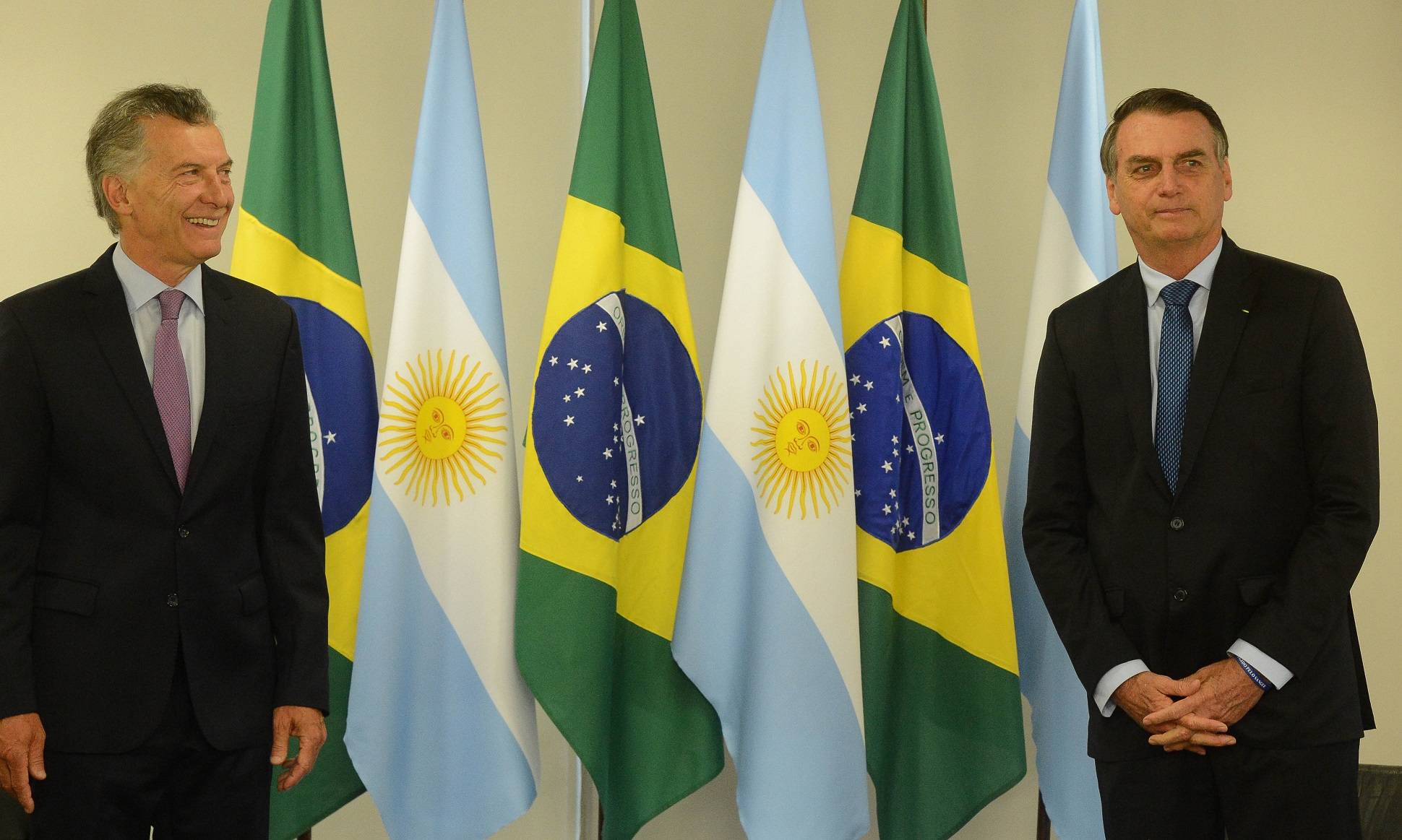
ブラジルのジャイール・ボルソナーロ大統領と（2019年1月）

基本的に、マクリは中道右派と報道されている。また、アルゼンチンにおいて、二大政党の正義党にも急進市民同盟にも属さないということ、そして実業家出身ということで、注目されている。なお、14年ぶりに与党となった急進市民同盟は、中道左派とされている。
新自由主義に反対した正義党のネストル・キルチネルとクリスティーナ・フェルナンデス・デ・キルチネルの前政権と異なり、市場原理主義的な政策を開始した。2001年以来となる国外でのアルゼンチン国債発行を行って、米投資ファンドへの借金返済に充てると同時に国内では社会保障支出削減等の緊縮財政を推し進めるとしている。
前政権のキルチネル夫妻と比較して親米的であり、反米的な政権が南米で次々と倒れた保守の波現象を代表する政治家である。ベネズエラのニコラス・マドゥロ政権をはじめとする反米的な南米諸国と対決し、2018年4月にアルゼンチンはキルチネル夫妻が結成に関わった南米諸国連合への参加を他の親米的な南米諸国とともに中止し、2019年3月には南米諸国連合に対抗する新たな地域連合としてチリの首都サンティアゴで結成されたラテンアメリカの進歩と発展のためのフォーラム（Prosur）に参加した。
前政権のキルチネル夫妻と親密だった中華人民共和国との関係の見直しも掲げ、秘密条項も入れた50年契約で中国人民解放軍に敷地を借り上げられ、野党やアメリカなどから主権の譲渡や軍事利用を懸念されていたパタゴニアのネウケン州にある人工衛星追跡基地の深宇宙ステーションを民間利用目的に限定することで中国と合意して協定を修正した。キルチネル政権で購入が契約された056型コルベット、FC-1戦闘機、VN-1歩兵戦闘車の導入を中止し、アルゼンチンの排他的経済水域で違法操業を行う中国漁船を沿岸警備隊に撃沈させるなど安全保障で妥協しない姿勢を見せた。しかし、財政面で脆弱なアルゼンチンは中国の支援を必要としているため、2018年のブエノスアイレスでのG20では警備に必要な警察の装備を供与され、90億ドル（約1兆円）規模の通貨スワップ協定も締結していた。
国内経済ではドルの為替自由化にともなう通貨危機、アルゼンチンペソの暴落を招いた。就任時対ドルレートで9.83ペソだったものが、任期を終える頃には50ペソを超え、米国安全保障取引委員会（SEC）はアルゼンチン経済を「超インフレ」と査定した。国はマクリ大統領の就任期間中に世界最大の債務国へと転落した。ただ、この転落はそれ以前の政権や前政権から綿々と続く負の遺産がマクリ政権下において折悪しく顕在化したものだという見方もある。

## パナマ文書
2016年に公開されたパナマ文書に大統領本人名義によってタックス・ヘイヴンを利用した租税回避が行われていたことが記されており、アルゼンチン検察が捜査を開始した他、マクリの辞任を求めるデモなども起きている。

## 家族
2度の離婚歴があり、最初の妻との間に3子がある。2010年に結婚した3度目の妻フリアナとの間に、女児をもうけている。

## マクリ・ガトー

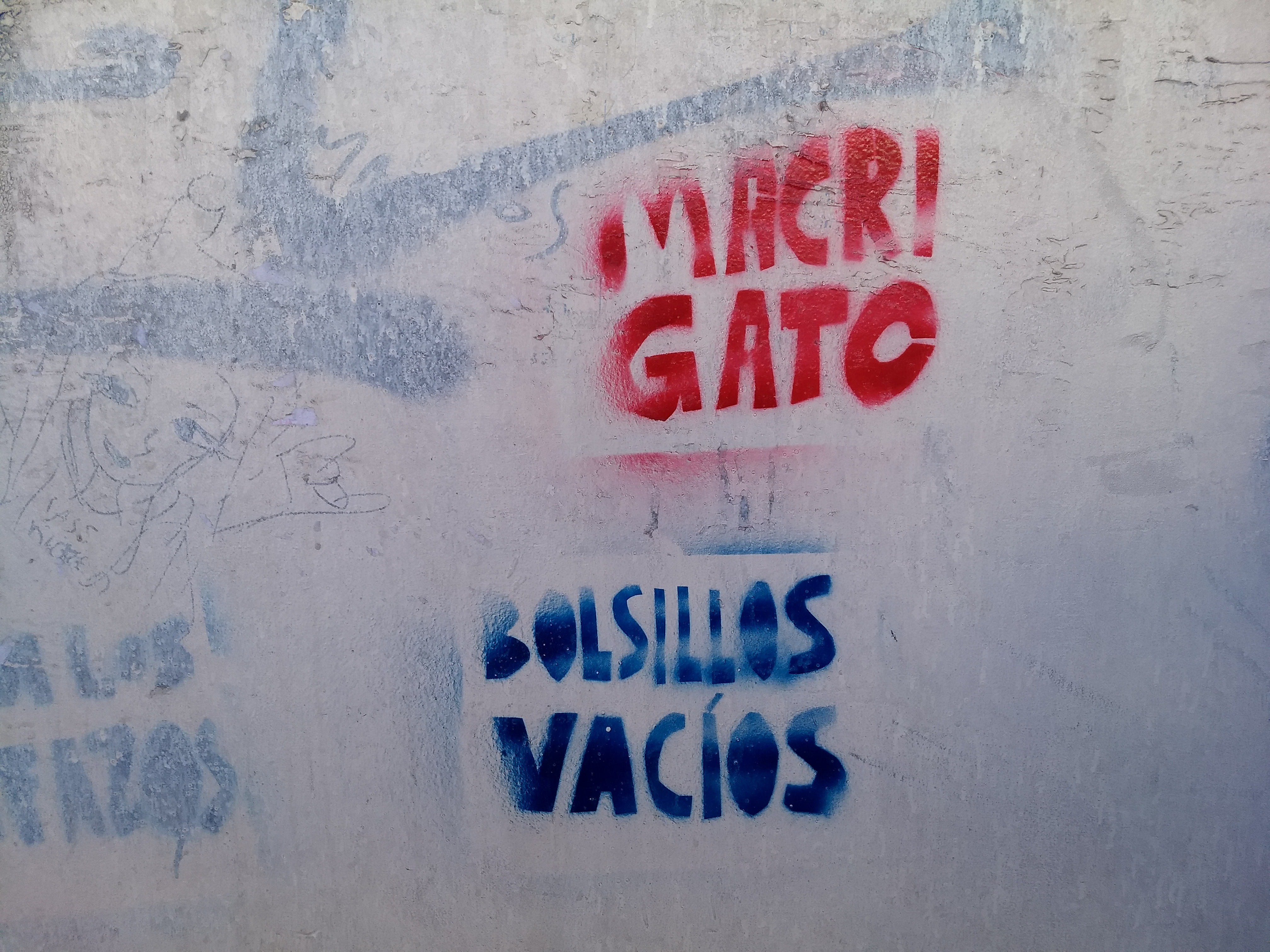
"Macri gato"の落書き。 Bolsillos Vacíos は直訳すると、空っぽのポケット という意味になる。

マクリ・ガトー (gatoはスペイン語で 猫の意味)とは、政治家で実業家でもあるマクリの大統領就任を揶揄するため、つくられた用語である。もともと「猫」はアルゼンチンの隠語に由来し、1930年代華やかな都市文化下において、女優やスター歌手のパトロンとなった人物をあらわした。これはある種の「売春行為」を暗喩するものとして人口に膾炙し、さらに90年代からは、皿洗いや清掃など最低の仕事を果たす役割という意味が加えられた。いずれにせよ、ある中心的な人物というよりは、その周りで立ちふるまう役であり、彼の政治的無力さを揶揄するニュアンスがこめられている。